# Bamboccianti

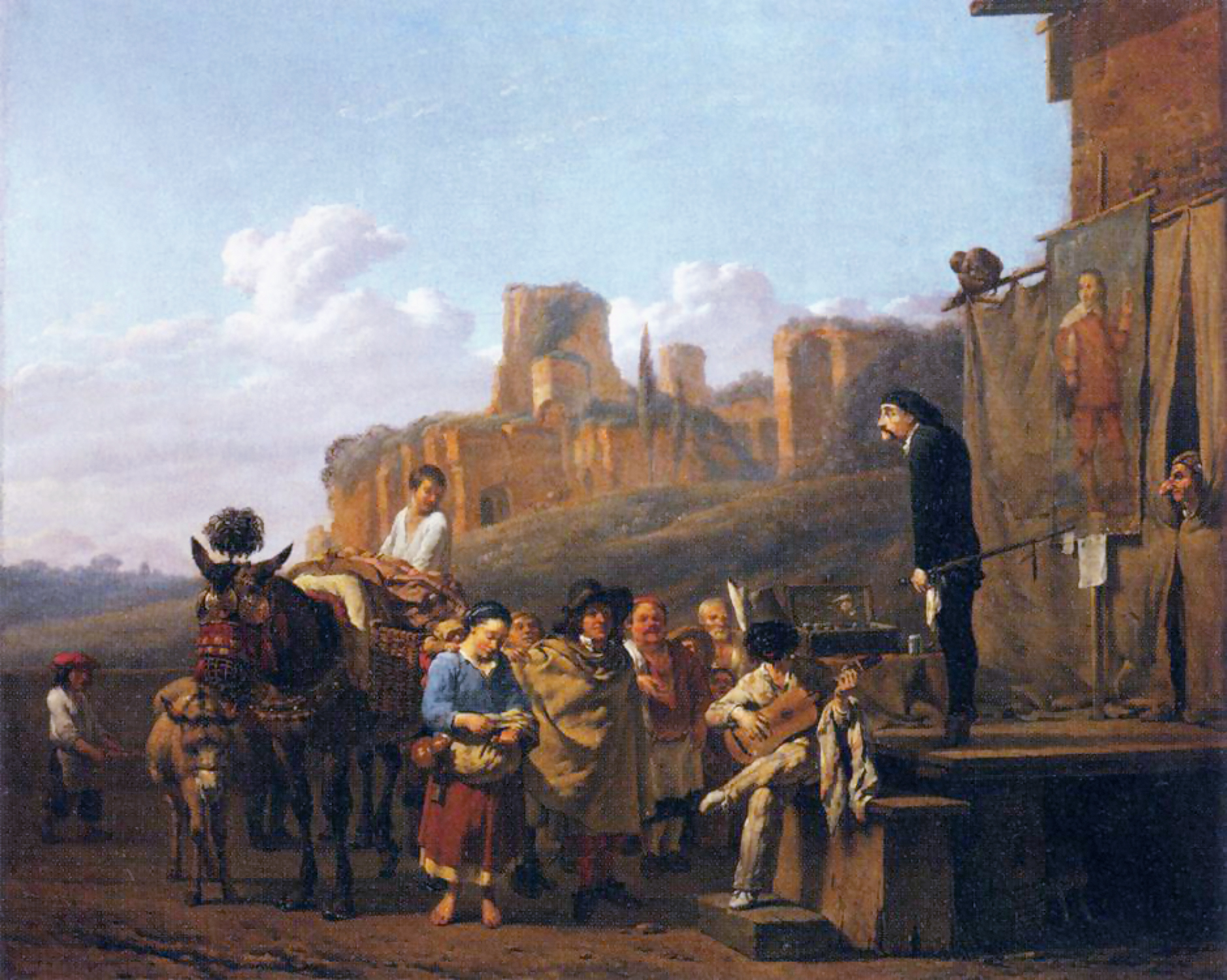
Karel Dujardin, Um grupo de charlatões em uma paisagem italiana, 1657. Louvre, Paris

Os bamboccianti eram pintores de gênero que trabalharam em Roma de 1625 até o final do século XVII. A maioria era holandesa e flamenga que trouxeram tradições camponeses da Arte Flamenga e Holandesa para a Itália, criando geralmente pequenas pinturas ou água-forte das classes baixas de Roma e do campo. Essas pinturas tem sido tradicionalmente interpretadas como retratos realistas de Roma e de sua vida popular. 
O termo bamboccianti (boneca feia) vem do apelido do pintor holandês Pieter van Laer, "Il Bamboccio", que reuniu os artistas durante sua estada na Itália, de 1625 a 1639. Os primeiros bamboccianti foram Andries, Jan Both, Karel Dujardin, Jan Miel, Johannes Lingelbach e o italiano Michelangelo Cerquozzi. Sebastien Bourdon também foi parte desse grupo no começo de sua carreira. Outros 'Bamboccianti' foram Michiel Sweerts, Thomas Wijck, Dirck Helmbreker, Jan Asselyn, Anton Goubou, Willem Reuter e Jacob van Staveren. Esses artistas influenciaram pintores do Rococó, tais como Antonio Cifrondi, Pietro Longhi, Giuseppe Maria Crespi, Giacomo Ceruti e Alessandro Magnasco. Suas pinturas que retratavam o dia a dia em Roma continuaram no século XIX com artistas tais como Bartolomeo, Achille Pinelli, Andrea Locatelli e Paolo Monaldi.
Como muitos dos bamboccianti eram estrangeiros que pintavam fora dos interesses da academia, eles frequentemente se juntavam aos Bentvueghels, uma guilda unida basicamente para a organização de festas, que atuavam fora dos padrões oficiais da época na Itália. A entrada dos bamboccianti não era proibida na Academia, mas a maioria de seus membros foi parte do Schildersbent.